# Serra de la Covil
La Serra de la Covil és una serra situada entre els municipis de Cercs i de Vilada a la comarca del Berguedà, amb una elevació màxima de 932 metres.